# Servicios Ferroviarios del Chaco

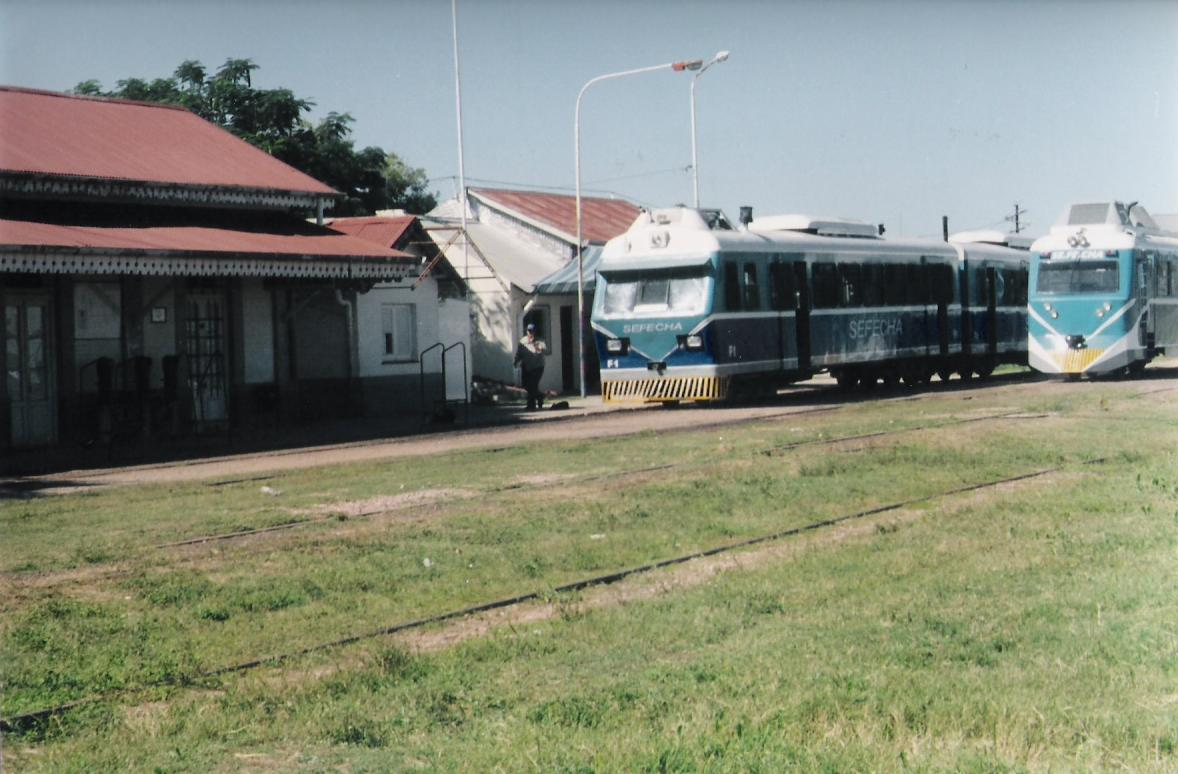
La estación Cacuí, donde se encuentran las oficinas de SEFECHA y el cambio de rieles para los dos recorridos que realizaba la empresa

Servicios Ferroviarios del Chaco (SEFECHA) fue una empresa pública argentina propiedad de la provincia del Chaco. Realizaba servicios de pasajeros en ramales chaqueños pertenecientes al Ferrocarril General Belgrano de la red ferroviaria argentina, anteriormente explotados por Ferrocarriles Argentinos. En mayo de 2010 estos servicios pasaron a ser administrados por el Estado Argentino a través de SOFSE (Operadora Ferroviaria Sociedad del Estado).
Junto con el Tren de las Sierras en Córdoba y el Tren Interurbano de Salta, los servicios otrora prestados por Sefecha son los únicos servicios de pasajeros del Ferrocarril Belgrano en el interior del país y los únicos de carácter suburbano. Sus coches motores recorren dos circuitos. Uno que va desde la localidad de Puerto Tirol hasta Barranqueras pasando por Fontana y Resistencia. El otro comienza en Resistencia pero cambia en Fontana para dirigirse hasta la ciudad santafesina de Los Amores, pasando en el recorrido por varias localidades chaqueñas.

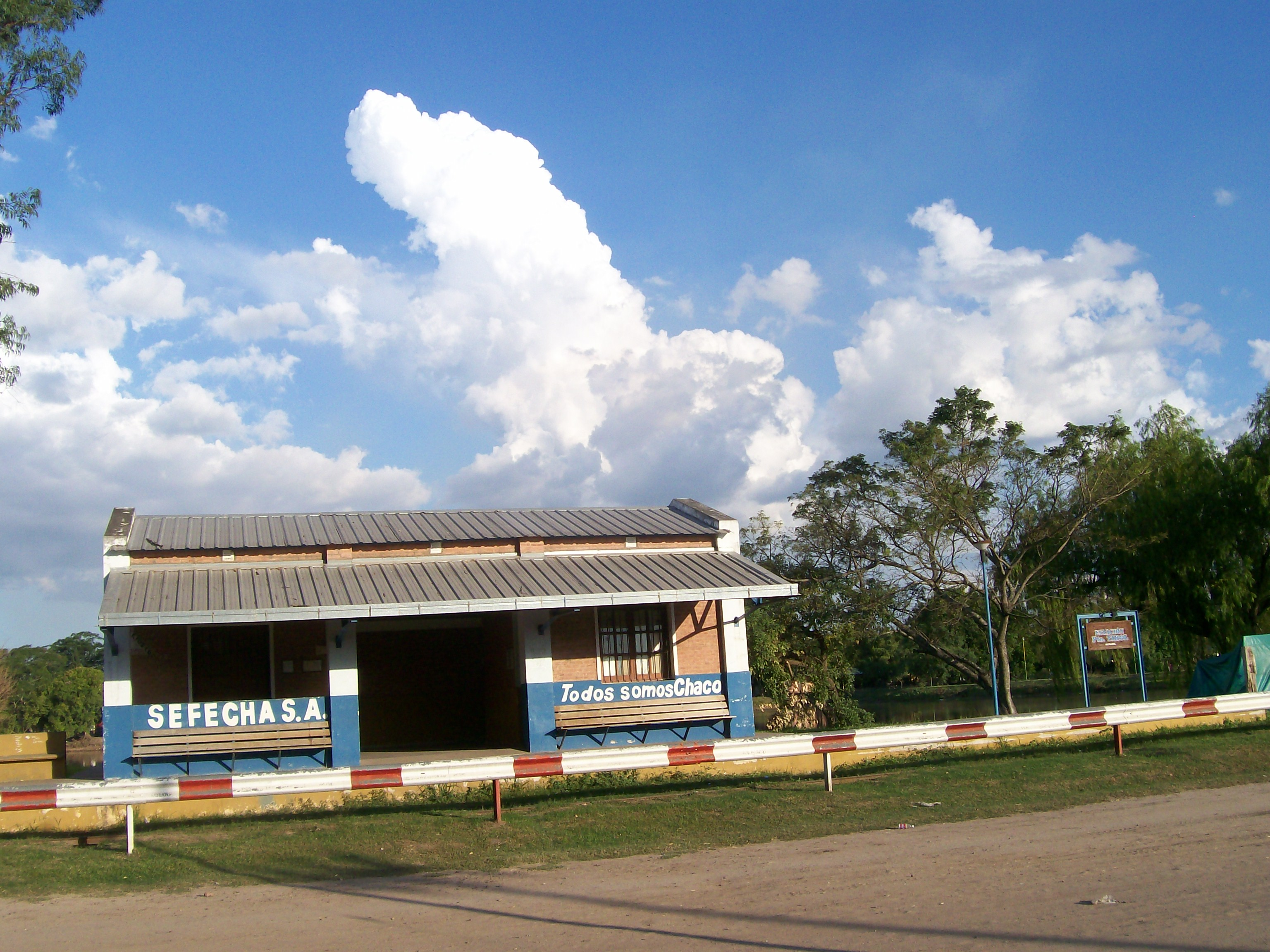
Punta de rieles del recorrido diario de SEFECHA en la localidad de Puerto Tirol.

Sefecha poseía en servicio tres modelos de coches motores, los Ferrostaal, los Man y el Chaco 1. El coche motor Chaco 1 fue construido íntegramente con aportes de la empresa. El mismo posee asientos reclinables, baños y aire acondicionado.
Tras 3 años de dejar de funcionar desde el 3 de marzo de 2017,La radio libertad de resistencia confirma que van a volver a operar en 2020.El presidente de Sefecha Saúl Colman  le dijo a la radio:"Estamos trabajando un plan presupuestado para que las vías estén en condiciones y luego en la vuelta del tren, porque la ciudadanía nos lo pide".Afirmó que la idea en la nueva gestión de gobierno es "darle una impronta distinta a la empresa"."En síntesis, el ramal C3 que comprende Avia Terai – Barranqueras, es una necesidad urgente y lo queremos reactivar"."Planteamos hacer un reemplazo de rieles, nivelación y alineación de las vías, entre otras tareas".Finalmente, destacó que la meta es "poner las vías en condiciones en 6 meses".